# Cephalorrhynchus soongoricus
Cephalorrhynchus soongoricus là một loài thực vật có hoa trong họ Cúc. Loài này được (Regel) Kovalevsk. mô tả khoa học đầu tiên năm 1962.